# 莱蒙索
莱蒙索（法語：Les Monceaux，法語發音：[le mɔ̃so] ⓘ）是法国卡尔瓦多斯省的一个市镇，属于利雪区。

## 地理
莱蒙索（49°6'50"N, 0°8'17"E）面积3.72 平方千米，位于法国诺曼底大区卡爾瓦多斯省，该省份为法国西北部沿海省份，北濒大西洋英吉利海峡，东北与滨海塞纳省以海上边界相接，东临厄尔省，南至奧恩省，西与芒什省接壤。
与莱蒙索接壤的市镇（或旧市镇、城区）包括：拉布瓦西耶尔、拉乌布洛尼耶尔、勒梅尼勒西蒙、圣皮埃尔德西夫、勒梅尼勒厄德、梅济东瓦莱多日。

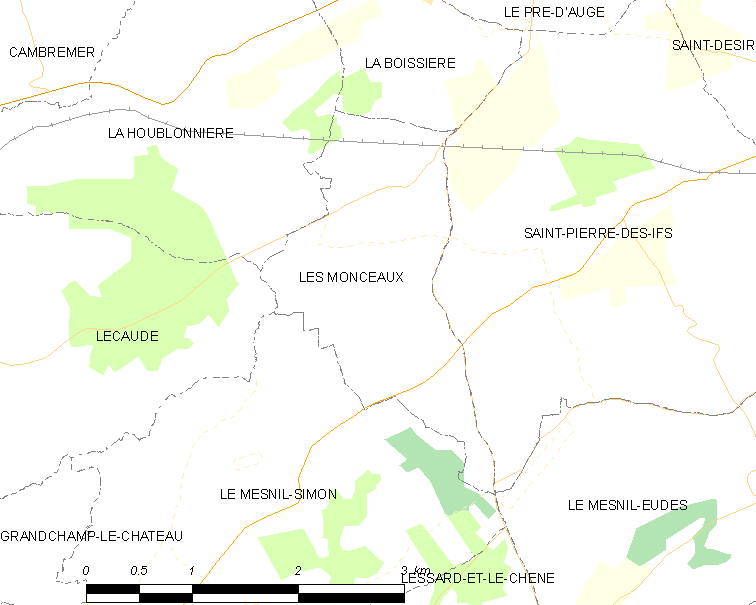
莱蒙索的OSM定位图

莱蒙索的时区为UTC+01:00、UTC+02:00（夏令时）。

## 行政
莱蒙索的邮政编码为14100，INSEE市镇编码为14435。

## 政治
莱蒙索所属的省级选区为梅济东瓦莱多日县。

## 人口

1962-2008年间莱蒙索人口变化图示

莱蒙索于2022年1月1日时的人口数量为211人。